# Philadelphia (formaggio)
Philadelphia è il nome commerciale di un formaggio spalmabile di tipo quark prodotto da Mondelez. In Italia è commercializzato dal 1971.

## Storia

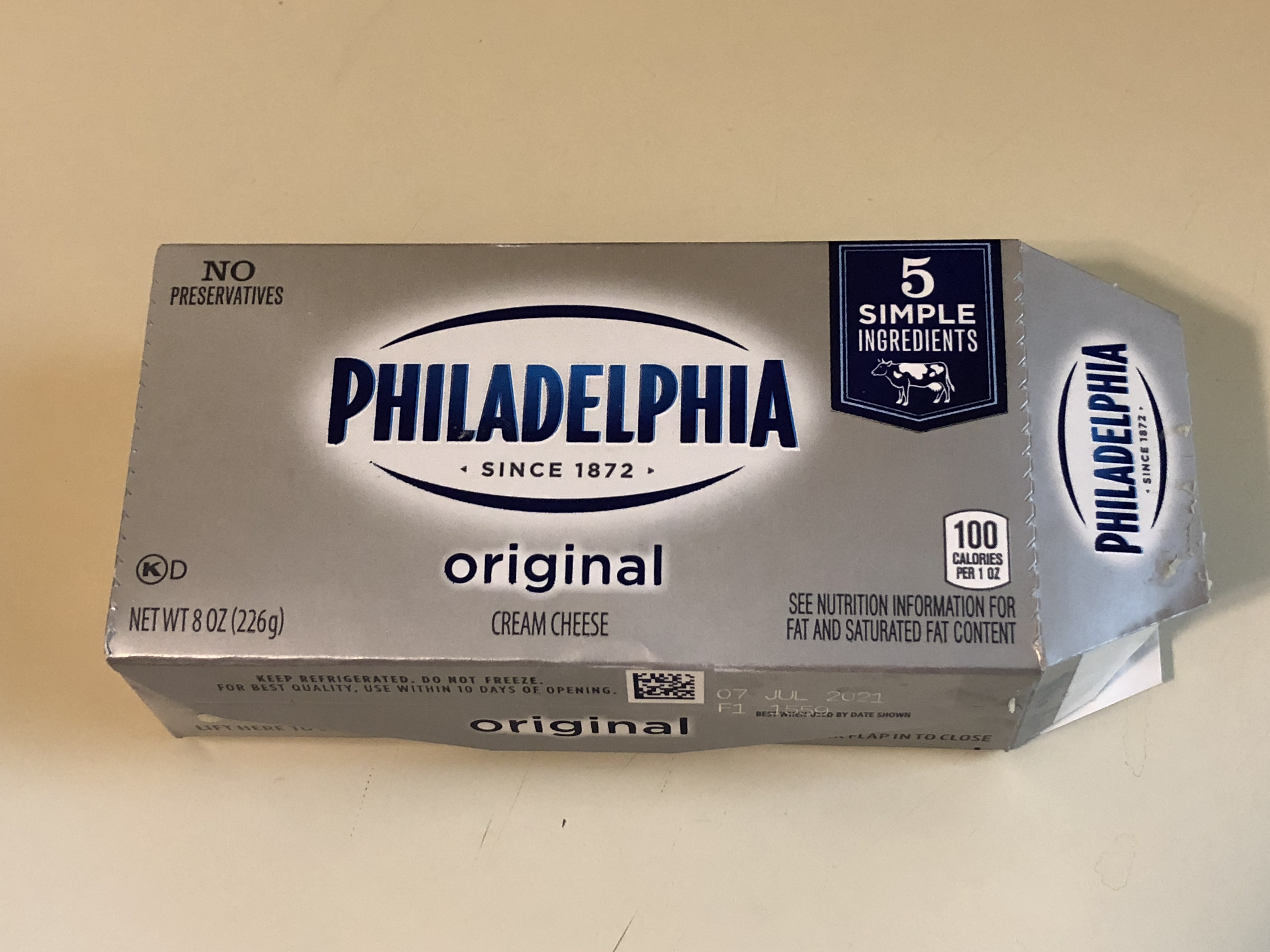
Panetto di Philadelphia

Secondo la società americana Kraft Foods, il primo formaggio spalmabile americano è stato prodotto a New York nel 1872 dal casaro statunitense William Lawrence. Nel 1880, fu adottato il nome "Philadelphia", in quanto la città era considerata il luogo in cui venivano prodotti i cibi di qualità migliore.
In Spagna il termine Philadelphia è stato utilizzato per indicare genericamente qualunque tipo di formaggio spalmabile, che in spagnolo prende appunto il nome di queso Filadelfia o queso crema.
Dal 2014 la scritta Kraft nel logo del prodotto è stata eliminata ed ora, nei paesi dove il marchio fa parte di Mondelez International, si legge solo il nome (in carattere differente) con due archi blu sopra e sotto.

## Promozione
La campagna promozionale televisiva del formaggio Philadelphia in Italia andata in onda fra la fine degli anni ottanta e l'inizio degli anni novanta vedeva protagonista l'attrice statunitense Kelly Hu a inizio carriera, nei panni di Kaori, una giovane ragazza giapponese ospite di una famiglia italiana, che sbagliava a pronunciare il nome del prodotto; testimonial del formaggio Philadelphia è stato anche l'attore Gianrico Tedeschi, in passato già testimonial delle caramelle Sperlari.